# Чавдар Сотиров
Доц. д-р Чавдар Георгиев Сотиров е български учен. Декан на Педагогическия факултет към Шуменския университет „Епископ Константин Преславски“ (от 2018 г.). Негови области на научни интереса са – физическо възпитание и спорт в училище, лека атлетика, ОНИР.

## Биография
През 1990 г. завършва висше образование, специалност „Предучилищна педагогика“ в Шуменския университет През 2001 г. получава магистър по специалност „Предучилищна и начална училищна педагогика“.
В периода 1994 – 1995 г. е състезател по лека атлетика към СКЛА гр. Нови пазар. През 2000 – 2002 г. работи като учител по физическо възпитание и спорт в Частно ОУ „Добри Войников“ в Шумен. През 2002 – 2003 г. работи като охранител в VI основно училище „Еньо Марковски“, а в периода 2003 – 2007 г. е учител по физическо възпитание и спорт в същото училище. През 2003 – 2010 г. е хоноруван асистент в Шуменския университет към катедра ТМФВ и спорт.
През 2004 – 2010 г. е хоноруван асистент към катедра „Теория и методика на физическото възпитание и спорт“ в Шуменския университет. От 2011 г. е главен асистент, д-р по научната специалност „Теория и методика на физическото възпитание, спортната тренировка“ (вкл. лечебна физкултура).
През 2018 г. е избран за декан на Педагогическия факултет към Шуменския университет „Епископ Константин Преславски“. Той е избран с гласовете на 76 преподаватели, членове на Общото събрание на факултета, от общо 90, останалите 14 преподаватели гласуват против.